# Mayalls 4-metersteleskop
Mayalls 4-metersteleskop, även kallat Nicholas U. Mayall-teleskopet, är ett fyra meter reflektorteleskop beläget vid Kitt Peak-observatoriet i södra Arizona, uppkallat efter den amerikanske astronomen Nicholas Mayall.